# منصوریه (تربت جام)
منصوریه (تربت جام)، روستایی از توابع بخش بوژگان شهرستان تربت جام در استان خراسان رضوی ایران است.

## جمعیت
این روستا در دهستان هریرود قرار دارد و براساس سرشماری مرکز آمار ایران در سال ۱۳۸۵، جمعیت آن ۴۴۹ نفر (۱۰۱خانوار) بوده‌است.